# Elisabeth Altmann-Gottheiner
Elisabeth Altmann-Gottheiner (Berlin, 1874. március 26. – Mannheim, 1930. október 21.) német feminista, nőjogi aktivista, az első női egyetemi tanár Németországban.

## Élete
Zsidó családból származott, apja Baurat Gottheiner volt. Alapfokú iskolái után gazdasági tanulmányokat folytatott, előbb Londonban majd Berlinben tanult. 1902-ben Zürichben szerzett doktori címet Studien über die Wuppertaler Textil-Industrie und ihre Arbeiter in den letzten 20 Jahren című tanulmányával. 1908-ban a Mannheimi Kereskedelmi Főiskola (Handelshochschule Mannheim) első női előadója volt. Ugyanebben az évben a Bund Deutscher Frauenvereine (BDF) tagja lett, amelyet több alkalommal is képviselt nemzetközi konferenciákon. 1912 és 1924 közt a szövetség pénztárosi tisztét is betöltötte. 1912-től ő adta ki a mozgalom évkönyvét Jahrbuch der Frauenbewegung címmel. 
A szintén BDF-tag Alice Bensheimerrel együtt részt vett a Fortschrittliche Volkspartei (Haladó Néppárt) munkájában, mivel azt remélték, hogy a párt támogatni fogja a nők választójogát. Ez végül nem következett be. 1921-ben adta ki Die Berufsaussichten der deutschen Akademikerinnen című munkáját, 1925-ben professzori kinevezést kapott. Tagja és társelnöke volt a Gemeinschaft Deutscher und Oesterreichischer Künstlerinnenvereine aller Kunstgattungen (GEDOK) nonprofit szervezetnek is. 
1906-ban férjhez ment Samuel Paul Altmann (1878–1933) közgazdászhoz.
A Mannheimi Egyetem 1996 óta minden évben odaítéli az Elisabeth Altmann Gottheiner-díjat, Mannheim-Käfertalban pedig egy utcát neveztek el róla.

## Munkái
- Die gewerbliche Arbeiterinnenfrage, Leipzig, Dietrich, 1905
- Das Wahlrecht der Frauen zu den beruflichen Interessenvertretungen, Berlin, 1910
- Die deutschen politischen Parteien und ihre Stellung zur Frauenfrage, Berlin, 1910
- Die Berufsaussichten der deutschen Akademikerinnen, Halle (Saale), M. Niemeyer 1921
- Leitfaden durch die Sozialpolitik, Leipzig, Gloeckner, 1923

## Fordítás
- Ez a szócikk részben vagy egészben  az   Elisabeth Altmann-Gottheiner című német Wikipédia-szócikk ezen változatának fordításán alapul.  Az eredeti cikk szerkesztőit annak laptörténete sorolja fel. Ez a jelzés csupán a megfogalmazás eredetét és a szerzői jogokat jelzi, nem szolgál a cikkben szereplő információk forrásmegjelöléseként.